# Lerista wilkinsi
Lerista wilkinsi — вид сцинкоподібних ящірок родини сцинкових (Scincidae). Ендемік Австралії. Вид названий на честь австралійського полярного дослідника і мандрівника Г'юберта Вілкінса.

## Поширення і екологія
Lerista walkeri мешкають в околицях міста Торренс-Крік в штаті Квінсленд. Вони живуть у відкритих акацієвих і евкаліптових рідколіссях, серед піщаного ґрунту.